# Robert Ashley

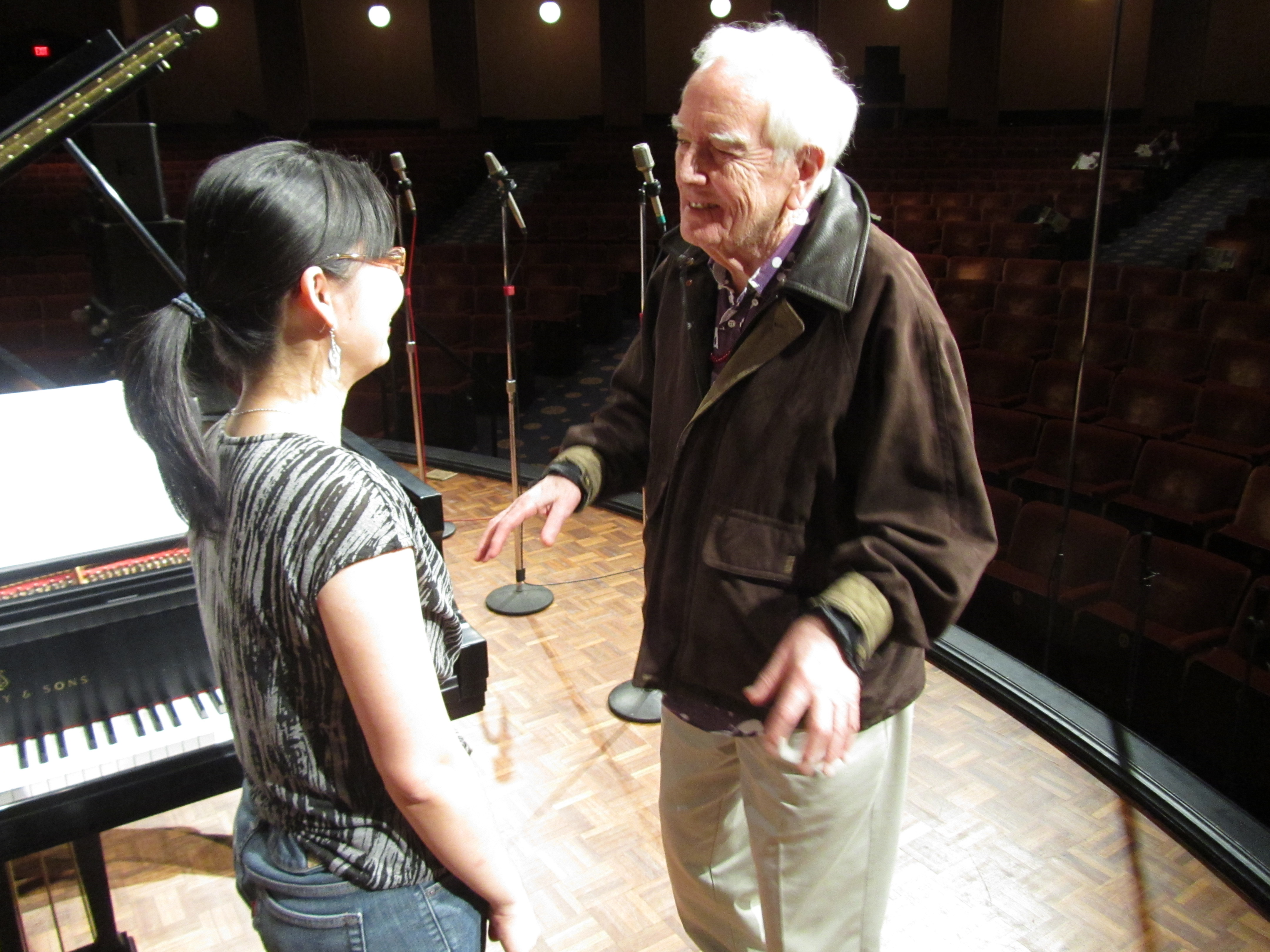
Robert Ashley (2010)

Robert Ashley (* 28. März 1930 in Ann Arbor, Michigan; † 3. März 2014 in New York City) war ein US-amerikanischer Komponist, bekannt für experimentelle Opern und Theaterstücke.

## Leben und Werk
Robert Ashley studierte an der University of Michigan bei Ross Lee Finney und von 1957 bis 1960 an der Manhattan School of Music. Er wurde als Militärmusiker in der United States Army eingesetzt.
Robert Ashley war Gründer der ONCE Group und Mitglied der Sonic Arts Union, zu der auch David Behrman, Alvin Lucier und Gordon Mumma gehören. Zusammen mit Gordon Mumma gründete Ashley das Ann Arbor‘s Cooperative Studio for Electronic Music. 1969 wurde er Direktor des San Francisco Tape Music Center und in den 1970er Jahren Direktor am Mills College. Bekannte ehemalige Studenten von Robert Ashley sind Maggi Payne, Beth Anderson, John Esposito, Peter Gordon, Rodney Waschka II und viele mehr. Sam Ashley war sein Sohn aus der ersten Ehe mit Mary Tsaltas. 1979 heiratete Robert Ashley Mimi Johnson.
Seit 1980 arbeitete Ashley an experimentellen Opern zusammen mit seinem Sohn Sam, Joan La Barbara, Thomas Buckner, Jacqueline Humbert und Tom Hamilton.
Ashley hat Musik komponiert für Trisha Brown und das Judson Dance Theater  (Son of Gone Fishin’, 1983), Merce Cunningham (Problems in the Flying Saucer, 1988), Douglas Dunn (Ideas from The Church, 1978 for Dunn’s „Coquina“), Steve Paxton (The Park and The Backyard for „PA RT“, Automatic Writing and Dust for „Night Stand“) und viele andere.
Der Dokumentarfilm Four American Composers von Peter Greenaway (1983) zeigt Robert Ashley, John Cage, Philip Glass und Peter Gordon. 1987 nahm Ashley mit Atlanta Strategy an der documenta 8 in Kassel teil. Als Koproduktion des Bayerischen Rundfunks / Hörspiel und Medienkunst mit Lovely Music realisierte Ashley in zwei Fassungen (englisch und deutsch) das Werk Your Money My Life Goodbye bzw. Dein Geld Mein Leben Machs Gut (1999).

## Auszeichnungen
- 2002: John Cage Award for Music von der Foundation for Contemporary Arts
- 2008: Letter of Distinction vom American Music Center

## Schriften
- Outside of Time. Ideas about Music / Außerhalb der Zeit. Gedanken über Musik, herausgegeben und übersetzt von Ralf Dietrich. Edition MusikTexte, Köln 2009, ISBN 978-3-9813319-0-5.
- Sprache als Musik. Eine musikalische „Autobiographie“, in: MusikTexte 88, Februar 2001, S. 37–51.
- Veränderung der Form, in: MusikTexte 88, Februar 2001, S. 61–62.
- „... haben wir ein paar Grundregeln. Zur Arbeit der ONCE Group“, in: MusikTexte 88, Februar 2001, S. 81–82.
- Und so sieht’s aus, je nachdem. „Perfect Lives (Private Parts)“, in: MusikTexte 123, August 2010, S. 18–22.

## Interviews
- Musik mit Wurzeln im Äther: Interviews mit und Essays über sieben amerikanische Komponisten, von Robert Ashley, Philip Makanna, übersetzt von Peter Niklas Wilson. Edition MusikTexte, Köln 2001, ISBN 3-9803151-7-7.

## Sekundärliteratur
- Boris von Haken: Musik zum Fernsehen. Robert Ashleys Video-Opern. In: MusikTexte 88, Februar 2001, S. 52–56.
- Ralf Dietrich: Unzensierte Simultaneität der Stimmen. Robert Ashleys Frühwerk. In: MusikTexte 88, Februar 2001, S. 63–81.
- Zum Tod von Robert Ashley. Beiträge von Christian Wolff, Alex Waterman, Joan La Barbara, Jacqueline Humbert, Thomas Buckner, Tom Hamilton, Joan Jonas, Jill Kroesen, David van Tieghem, Sam Ashley, Peter Gordon, John Sanborn, John Bischoff, Maggi Payne, Rhys Chatham, Fast Forward, „Blue“ Gene Tyranny, William Farley, David Rosenboom, Terry Riley, Tom Johnson, Gordon Mumma, David Behrman, Alvin Lucier, Roger Reynolds, George Manupelli, Gisela Gronemeyer, Ralf Dietrich. In: MusikTexte 141, Mai 2014, S. 73–99.